# 春山希義
春山 希義（はるやま きよし、1933年1月26日 - 2009年10月24日）は、日本の小説家。

## 来歴・人物
東京府（現・東京都）出身。北海道教育大学旭川分校卒業後教員となり、十勝地方の小学校や中学校で教鞭を執りながら作家活動を行い、主に十勝・帯広を舞台とした小説を著した。帯広市図書館発行の文芸雑誌『市民文藝』に多くの作品を発表し、1971年に『赤い眼』で市民文藝賞を受賞した。市民文藝賞受賞後は文學界新人賞に応募するようになり、2度の2次予選通過を経て、1974年に『雪のない冬』で第39回文學界新人賞を受賞した。
その後は『市民文藝』編集委員長等を務めたが、急性心筋梗塞のために帯広市内の病院で76年の生涯を閉じた。

## 主な作品
- 『不毛地帯のサイロ』
- 『敗北』
- 『新しい部屋』
- 『赤い眼』 - 市民文藝賞受賞作。
- 『雪のない冬』 - 文學界新人賞受賞作。
- 『迎え火』 - 『北海道新鋭小説集 (6) 』に収録。